# Arbedo
Arbedo är huvudorten i kommunen Arbedo-Castione i kantonen Ticino, Schweiz. 